# وندونتر (سنت لوئیس)
وندونتر، سنت لوئیس (به انگلیسی: Vandeventer, St. Louis) یک منطقهٔ مسکونی در ایالات متحده آمریکا است که در میزوری واقع شده‌است.

## خصوصیات
وندونتر ۱٬۶۸۲ نفر جمعیت دارد.